# Dierogekko insularis
Dierogekko insularis är en ödleart som beskrevs av  Bauer, Jackman SADLIER och WITHAKER 2006. Dierogekko insularis ingår i släktet Dierogekko och familjen geckoödlor. IUCN kategoriserar arten globalt som nära hotad. Inga underarter finns listade i Catalogue of Life.